# 1992 PT3
1992 PT3 är en asteroid i huvudbältet som upptäcktes den 5 augusti 1992 av den amerikanske astronomen Henry E. Holt vid Palomarobservatoriet.